# Psychotria gardneri
Psychotria gardneri är en måreväxtart som beskrevs av Joseph Dalton Hooker. Psychotria gardneri ingår i släktet Psychotria och familjen måreväxter. Inga underarter finns listade i Catalogue of Life.